# Giovan Giacomo Di Conforto

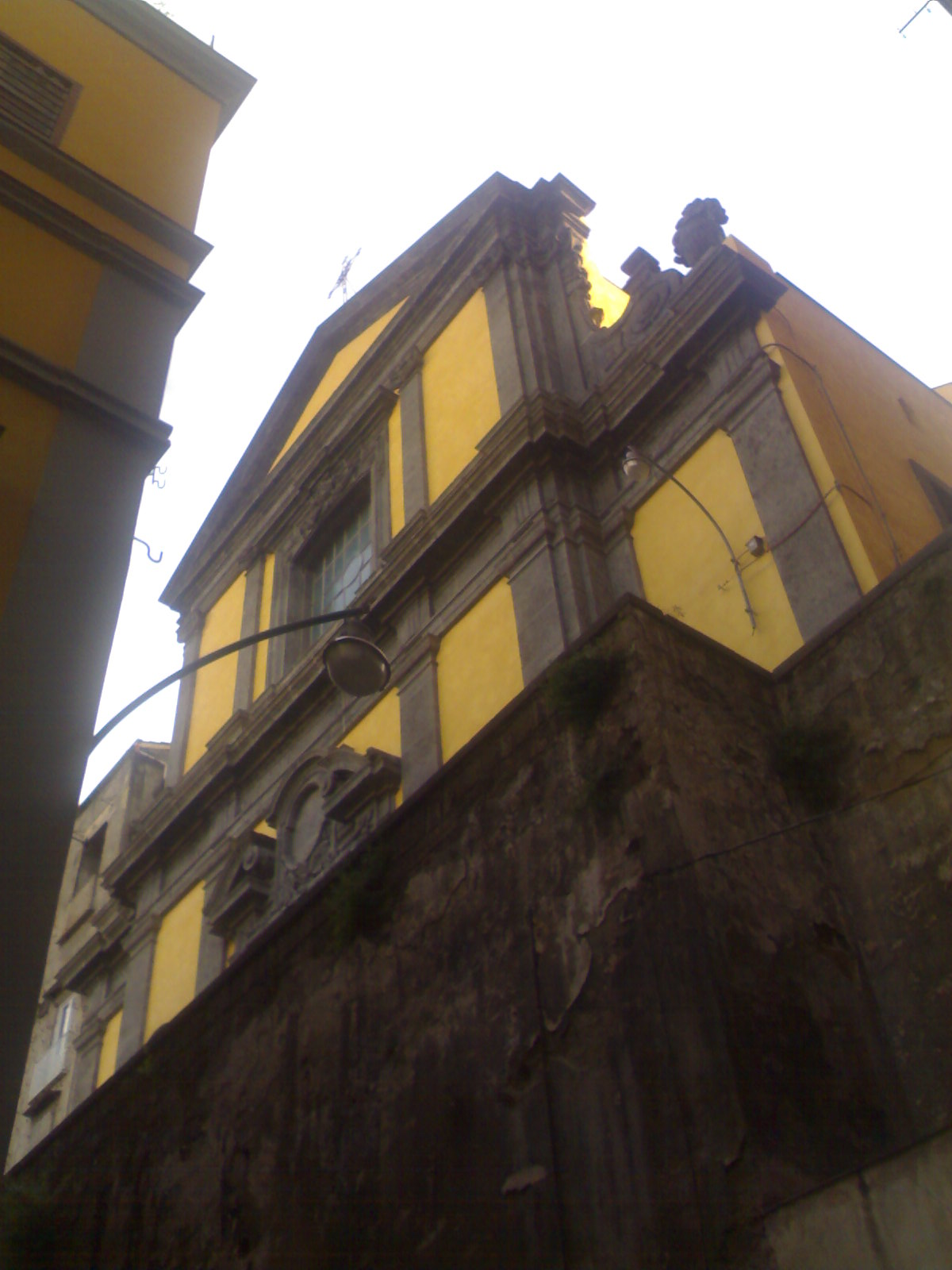
La facciata della Chiesa di Santa Maria della Verità

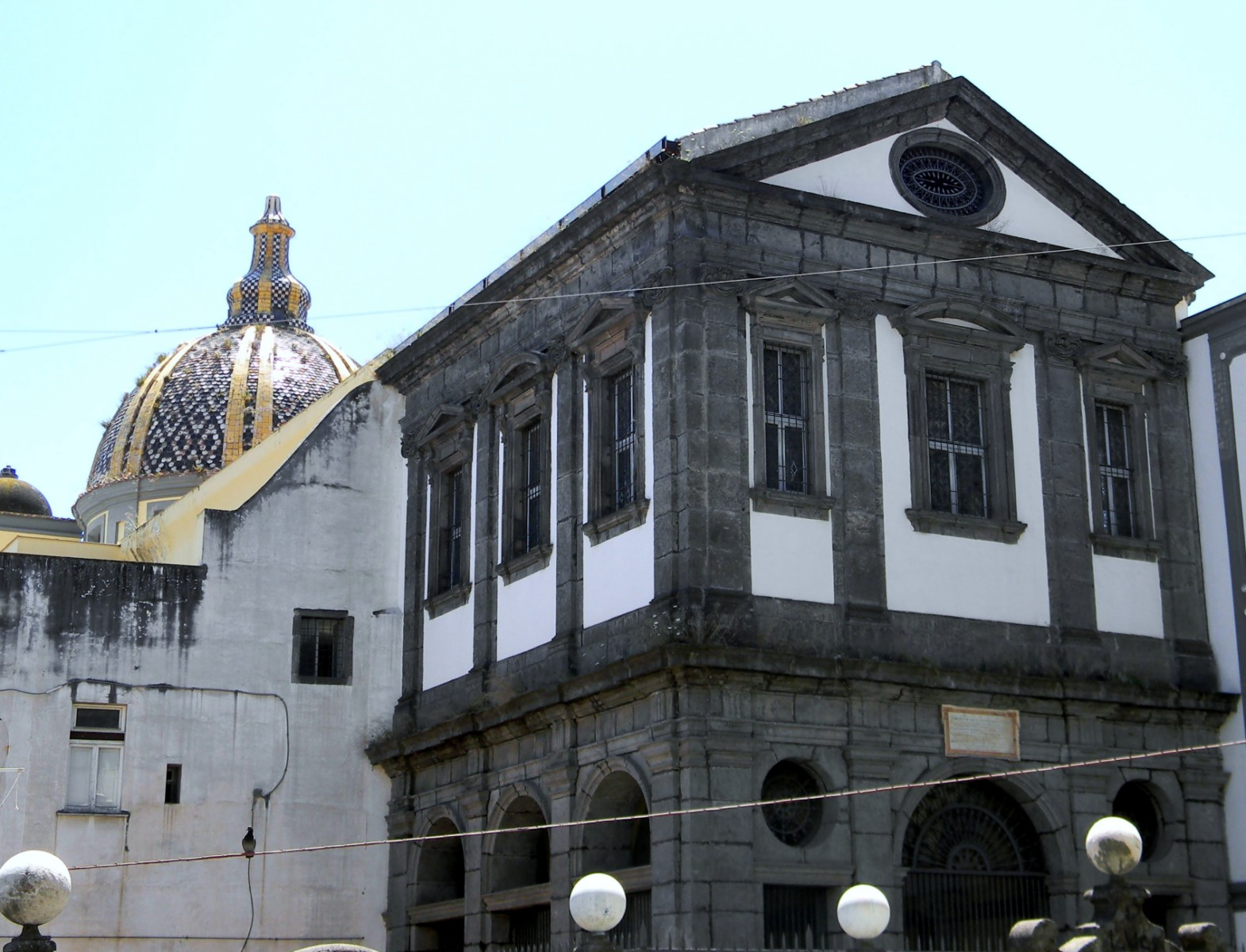
La facciata della Chiesa dei Santi Marcellino e Festo

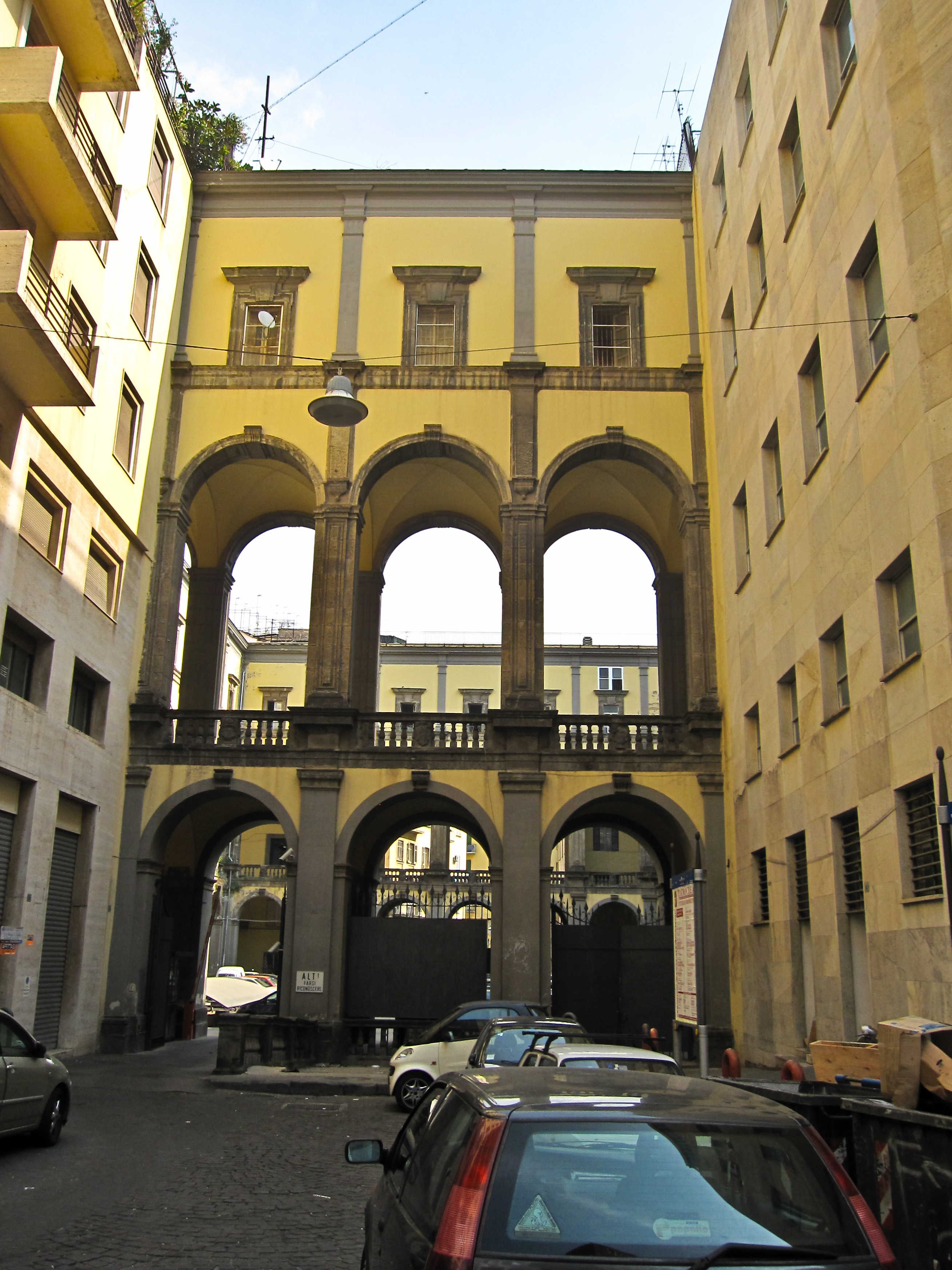
Scorcio del Chiostro di Monteoliveto

Giovanni Giacomo Di Conforto o Giovanni Giacomo Conforto (1569 – Napoli, giugno 1630) è stato un architetto e ingegnere italiano, attivo a Napoli. Autore di alcune chiese famose della città. Molte sue opere furono portate al termine da altri architetti tra cui Cosimo Fanzago e insieme ad altri architetti del suo periodo spianò la strada per il Barocco napoletano tramite la sua formazione tardomanierista.

## Biografia
Se ne ignora il luogo di nascita. Comparve a Napoli, nel 1595 come maestro di muro (capomastro) alle dipendenze di Cesare Quaranta, per i lavori al Complesso di San Gaudioso. Nel 1597 lavorò come capomastro, insieme a Giovanni Cola di Franco, al cantiere del Monte di Pietà di Giovan Battista Cavagna. Grazie all'attività svolta sotto la guida del Cavagna, il Di Conforto riuscì a sviluppare propri modelli architettonici basondosi sui modelli tardocinquecenteschi di Vignola. Nel 1599 gli fu commissionato il rimaneggiamento della chiesa di San Severo al Pendino. Nel 1602, attraverso una notizia dell'epoca, preparava in Santa Maria a Caponapoli, con Cesare Quaranta, la tomba di famiglia. Nel 1603 progettò la chiesa di Santa Maria della Verità, i cui lavori durarono un quarto di secolo e l'anno successivo iniziò anche la chiesa di Santa Teresa degli Scalzi che fu consacrata nel 1612. Entrambe le chiese sono considerate i lavori più importanti dell'architetto. Tra il 1605 e il 1607 apparve come tra i firmatari di un memoriale inviato al viceré Juan Alonso Pimentel de Herrera dalla Corporazione dei fabbricatori, pipernieri e tagliamonti per ottenere il Reale Assenso per la nuova regolamentazione. Importante fu la partecipazione del Di Conforto al concorso della reale cappella del Tesoro di san Gennaro tenutosi nel 1607 e vide la presenza dei più importanti architetti e ingegneri del tempo attivi nella capitale del Regno: Ceccardo Bernucci, Giovan Battista Cavagna, Giulio Cesare Fontana, Francesco Grimaldi, Giovanni Cola di Franco, Michelangelo Naccherino e Dionisio Nencioni di Bartolomeo. Il concorso fu vinto in ex aequo da padre Grimaldi e dal Cola di Franco. Nel cantiere della cappella del Tesoro il Nostro fu affiancato a Bernucci nel progetto di delimitazione dello spazio necessario alla costruzione dell'edificio.
Nel 1610 progettò il palazzo Di Conforto come propria abitazione, nella platea della Costigliola, inoltre fu autore di altre fabbriche edificate nei dintorni della propria da dare in fitto. Nel 1612 apparve, in alcuni documenti di pagamento, come architetto del Monastero di Santa Maria delle Grazie a Caponapoli nella supervisione di un pozzo da realizzarsi. Nel 1613 iniziarono i lavori del chiostro maggiore di Monteoliveto che terminarono dopo il 1630 sotto la direzione di Muzio Nauclerio. Nel 1614, redasse, in qualità di tavolario, una pianta della platea della Costigliola che sarà poi aggiornata al principio del XVIII secolo, negli stessi anni fu anche l'autore dell'abitazione del pittore Fabrizio Santafede e del rifacimento del palazzo di Giovan Battista Manso nei pressi della chiesa dei Girolamini. Tra il 1615 e il 1622 fu attivo presso basilica Santuario del Carmine Maggiore nella progettazione e costruzione del maestoso campanile alto 75 metri. Il campanile, in linee generali, s'ispira a quello della chiesa di San Biagio a Montepulciano, ma sarà completato da frà Nuvolo con l'aggiunta della cuspide maiolicata. Dal 1616 al 1623 diresse il cantiere del complesso della Santissima Trinità delle Monache. Dal 1617 operò come architetto della Chiesa di Santa Maria Donnaregina Nuova; i lavori iniziarono in una data imprecisata tra il 1617 e il 1620 ma i primi pagamenti noti risalivano al 1626, dal 1626 fu soprastante alla fabbrica nuovamente il Cola di Franco; nel 1627 risaliva il pagamento di settanta ducati per il servitio della sua architettura che ha servito per la nuova chiesa del monastero de Donnaregina de Napoli finito detto servitio ad ultimo de agosto del 1626, contemporaneamente partirono i lavori di stuccatura della volta; l'ultimo pagamento del monastero fu eseguito nel 1630. Nel 1619, su commissione dei frati Agostiniani, progettò il riadattamento del palazzo di Scipione De Curtis nel Complesso di San Nicola da Tolentino. Nel frattempo progettò, con la collaborazione di Cola di Franco, la chiesa di Santa Maria delle Anime del Purgatorio ad Arco, i lavori terminarono nel 1630. Come recentemente scoperto nel 1622 progettò il rifacimento della Chiesa dell'Ascensione a Chiaia successivamente portato a conclusione da Cosimo Fanzago.
Nei primi anni venti del XVII secolo, divenne il direttore del cantiere della certosa di San Martino. Al cantiere della Certosa collabora con il Fanzago, il quale prenderà i cantieri della certosa nel 1623, si è presupposti che nel suo registro di opere risale la creazione del famoso chiostro della Certosa di San Martino, di cui era il supervisore dei cantieri dove il Fanzago ha potuto documentarsi con il Di Conforto in quel periodo di attività precedente al 1623, poiché la realizzazione di un chiostro su i modelli manieristi toscani non avrebbe potuto influenzare il Fanzago a creare una struttura di pura derivazione toscana e solo con l'aiuto di quest'ultimo ha potuto realizzare il progetto perché il Di Conforto era una personalità al passo con i tempi ed era già a conoscenza di architetture toscane simili anche per l'influsso dell'attività del Dosio nelle sue opere napoletane dove i due architetti hanno potuto confrontarsi nelle abilità lavorative e magari arricchendo i loro modelli progettuali. Contemporaneamente fu attivo anche presso la Deputazione della Real Cappella del Tesoro nel fornire consigli e disegni relativi alla fabbrica del Tesoro. Dopo l'esperienza della certosa, ebbe l'incarico di completare la basilica di San Paolo Maggiore, edificando le navate laterali a partire dal 1625. Dal 1626 al 1630 fu sopraintendente ai lavori della Chiesa dei Santi Apostoli dopo la morte di Grimaldi, il Di Conforto modificò l'impianto planimetrico originario aumentandone le cappelle e accorciandone il coro. Contemporaneamente, insieme a Pietro D'Apuzzo, fu architetto della Chiesa dei Santi Marcellino e Festo. Dell'intervento secentesco è solamente la facciata e l'ingresso. Partecipò, alla fine del decennio, al concorso della Chiesa di San Francesco Saverio; il progetto del Di Conforto venne, con molta probabilità, inglobato nel terzo disegno della chiesa realizzato dal Fanzago. Nel 1630 apparve, poco prima di morire, il suo nome nel cantiere della chiesa di Santa Maria della Sapienza come prosecutore del progetto di padre Grimaldi.
Morì in una data imprecisata tra il 7 e il 16 giugno dell'anno 1630, lasciando come eredi la moglie Antonia Dianora, i figli Giuseppe e Annamaria e il fratello Silvestro con i figli Dorothea e Meneca.